# Tom Finney
Pour les articles homonymes, voir Finney.
Pour l'homme politique australien, voir Thomas Finney (homme politique).
Thomas Finney, né le 5 avril 1922 à Preston et mort le 14 février 2014, est un footballeur anglais. Il évolue au poste d'attaquant du milieu des années 1940 au début des années 1960 dans le club de Preston North End.
Il compte 76 sélections pour 30 buts inscrits en sélection nationale avec qui il dispute trois Coupes du monde en 1950, 1954 et 1958.

## Biographie

### Club
Finney est resté fidèle toute sa carrière au club de Preston North End pour lequel il a joué 433 matches (187 buts).

### Carrière internationale
Cet attaquant complet a marqué 30 buts en 76 sélections en équipe d'Angleterre entre 1946 et 1958, ce qui en fait le cinquième meilleur buteur de tous les temps en sélection anglaise.
Finney, Officier de l'Ordre l'Empire britannique depuis 1961, a été anobli en 1998. Il meurt le 14 février 2014,.